# مارکو فرج
مارکو فرج (انگلیسی: Marko Farji؛ زادهٔ ۱۶ مارس ۲۰۰۴) بازیکن فوتبال اهل عراق است که در حال حاضر برای باشگاه فوتبال استرومسگودست بازی می‌کند.

## زندگی شخصی
فرج در گریمستا، از والدینی عراقی اهل سلیمانیه متولد شد و در تابستان ۲۰۲۰ با خانواده‌اش به گولسکوگن نقل مکان کرد.

## دوران باشگاهی
او تا سال ۲۰۲۱ برای باشگاه یرف بازی کرد.
او در سال ۲۰۲۲ در مرحله یک چهارم نهایی جام نروژ برای باشگاه فوتبال استرومسگودست اولین بازی خود را انجام داد و مقابل باشگاه فوتبال ساندنس قرار گرفت. او در ژانویه ۲۰۲۳ در سن ۱۸ سالگی قرارداد حرفه‌ای خود را با این باشگاه امضا کرد. او اولین گل خود را در لیگ لیگ برتر فوتبال نروژ در تاریخ ۵ نوامبر ۲۰۲۳ در پیروزی ۱–۰ مقابل باشگاه فوتبال ترومسو به ثمر رساند.

## دوران ملی
وی همچنین در تیم‌های ملی فوتبال زیر ۲۳ سال و بزرگسالان عراق بازی کرده است.